# Звёздные врата: Атлантида
«Звёздные врата́: Атланти́да» (англ. «Stargate: Atlantis»; другой перевод — «Звёздные врата́: Атла́нтис») — научно-фантастический телевизионный сериал, произведённый совместно США и Канадой. События телесериала происходят во вселенной Звёздных Врат, права на которую принадлежат компании MGM. Продюсеры Брэд Райт и Роберт Купер продолжили в этом сериале свою идею, начатую ими в другом телевизионном сериале — «Звёздные врата: SG-1». Съёмки проходили в Канаде.
Сериал посвящён приключениям экспедиции с Земли, пришедшей через Звёздные врата в затерянный город древних — Атлантиду, расположенный в галактике Пегаса. Экспедиция, прибывшая на Атлантиду, вступила в контакт с культурами галактики Пегас, включая и новых врагов: рейфов, дженаев, а позже и асуранцев. При этом земляне стремились овладеть тайнами цивилизации древних, опережавшей по уровню развития их и все прочие цивилизации Млечного Пути, даже Асгардов.
Премьера первой серии «Пробуждение», разделённой на две части, состоялась на американском канале Sci Fi Channel 16 июля 2004 года. Среди приглашённых звёзд были Ричард Дин Андерсон и Майкл Шэнкс, сыгравшие своих персонажей также в сериале «Звёздные врата: SG-1». Сериал был показан во многих странах мира (в России премьера состоялась на канале AXN Sci-Fi в конце декабря 2007 года).

## Сюжет
Доктор Дэниел Джексон, используя технологии древних, находит адрес затерянного города — Атлантиды — и доктор Элизабет Вейр собирает международную экспедицию для его исследования. Проблемой становится только то, что он находится в другой галактике — галактике Пегаса. Но для путешествия даже между галактиками через звёздные врата требуется очень много энергии — столько, сколько может выдать только МНТ. Но на Земле есть только один такой источник энергии. Таким образом, изначально предполагается, что если в Атлантиде не найдётся другой МНТ, то это будет путешествие в один конец.

### Сезон 1

Актёрский состав 1-го сезона. Слева направо: лейтенант Айден Форд, Тейла Эммаган, майор Джон Шеппард, доктор Элизабет Вейр и доктор Родни МакКей.

Премьера первого сезона состоялась в США 16 июля 2004 года. Экспедиция под командованием доктора Элизабет Вейр отправляется в город древних — Атлантиду. Экспедиция с Земли достаточно быстро попадает в серьёзную переделку и вынуждена искать союзников в этой новой галактике, однако вместе с ними они находят и новых врагов — рейфов. Отрезанной от Земли экспедиции нужно попытаться своими силами разобраться с технологиями древних и найти способ победить рейфов. Майор Джон Шеппард создаёт команду «первого контакта», в которую входит он сам, доктор Родни Маккей, лейтенант Эйден Форд и лидер атозиан — Тейла Эммаган. Во время одной из своих первых миссий они «зарабатывают» себе ещё одного врага в лице дженаев — милитаристской человеческой цивилизации с технологиями на уровне 1960-х годов Земли. Сезон заканчивается во время осады Атлантиды эскадрой рейфов.

### Сезон 2

Актёрский состав 2-го сезона. Слева направо: Тейла Эммаган, доктор МакКей, доктор Вейр, полковник Колдвелл, доктор Беккет, Ронон Декс, подполковник Шеппард.

Премьера второго сезона состоялась в США 15 июля 2005 года. Атлантиде с помощью вовремя прибывшего земного корабля удалось сначала избежать захвата первой эскадрой рейфов (рейфы лишились всех трёх кораблей-ульев, два из которых были уничтожены около Лантии, один уничтожен боевым спутником), а потом и заставить захватчиков поверить в самоуничтожение города (к этому времени «Дедал» принёс МНТ). Вторая осадная флотилия состояла из двенадцати кораблей-ульев, два из которых были уничтожены «Дедалом» до её прибытия к Лантии. Также членам экспедиции удаётся наладить периодическую связь с Землёй благодаря новому межгалактическому крейсеру Земли — «Дедалу» — и новому МНТ. Шеппарда повышают в звании до подполковника, а бывший «беглец» Ронон Декс занимает в команде место сбежавшего лейтенанта Форда.
Основная сюжетная линия этого сезона строится на работе доктора Беккета по созданию ретровируса, способного превращать рейфов в людей. Первые опыты с «сырым» вирусом приводят к плачевным результатам с девочкой-рейфом и едва не заканчиваются гибелью Шеппарда. Испытания улучшенной версии приводят к неоднозначным результатам с рейфом, которого Джон Шеппард назвал Майклом. Сезон заканчивается драматическим финалом, когда флотилия из двух модернизированных кораблей-ульев рейфов начинает свой перелёт в Млечный Путь — к Земле.

### Сезон 3
Премьера третьего сезона в США состоялась 14 июля 2006 года. Команда Атлантиды сумела перехватить флотилию рейфов, не дав им достигнуть Млечного Пути. Потерпев очередную неудачу с ретровирусом, герои встречают третий год в галактике Пегаса, всё ещё находясь под угрозой нападения рейфов. Также в новом сезоне они находят нового противника — расу асуран. Кроме того, в результате неудачного эксперимента они полностью разряжают свой МНТ и город снова остаётся без связи с Землёй, защитного поля и снарядов-дронов. Очень скоро в космосе они находят летевший в Млечный Путь — к Земле — крейсер древних «Трия», экипаж которого возвращает себе Атлантиду. Командование «Звёздных врат» посылает в Атлантиду генерала О’Нилла и члена международного наблюдательного совета (МНС) Ричарда Вулси с дипломатической миссией по восстановлению отношений между Землёй и древними и возврате экспедиции в город. Однако очень скоро О’Нилл и Вулси связываются с Землёй и сообщают, что город захвачен асуранами, а все древние убиты. В конечном счёте команде Атлантиды удаётся отбить город.
В последнем эпизоде сезона Земля наносит упреждающий ядерный удар по родной планете асуран с целью предотвратить строительство их флота, с помощью которого те намеревались опять захватить Атлантиду и уничтожить Землю. В ответ асуране применяют против Атлантиды спутник с мощным лучевым оружием, но Земной экспедиции удаётся вывести город из-под удара за счёт отремонтированных репликаторами двигателей. Сезон заканчивается, когда Атлантида с земной экспедицией «вываливается» из гиперпространства на полпути к другой планете в условиях, когда заряда городского МНТ осталось лишь на 24 часа работы щитов, а доктор Вейр находится при смерти.

### Сезон 4
Члены экспедиции отчаянно пытаются сохранить остатки энергии в разряжённом МНТ Атлантиды и вернуть город в гиперпространство. Тем временем, их разыскивает полковник Саманта Картер на крейсере «Аполлон». В то же время, Родни Маккей решает активировать в теле Элизабет Вейр (которая находится на грани смерти) асуранских нанороботов, чем спасает ей жизнь. Затем он составляет дерзкий план по краже асуранского МНТ, в котором центральной фигурой была Вейр. В результате операции экспедиция сумела добыть новый МНТ, однако Вейр попала в плен к асуранам. Картер становится новым командующим экспедицией, хотя многие ещё надеются спасти Вейр.

### Сезон 5
Премьера пятого, заключительного сезона в США состоялась 11 июля 2008 года на Sci Fi Channel. В этом сезоне на посту главы Атлантиды Саманту Картер сменил Ричард Вулси. Атлантийцы встречаются с другими формами жизни и продолжают борьбу с рейфами. В конце концов Атлантида вернулась на Землю с целью защитить планету от нашествия рейфов.

## Расы
Во время событий сериала земная экспедиция встречает в галактике Пегаса довольно большое число местных цивилизаций. Большинство из них — такие же люди, как и тау'ри, преимущественно находящихся на доиндустриальном (по аналогии с землянами) этапе развития. Некоторые из них ближе к эпохе XX века Земли. Также, помимо гуманоидных рас, герои сталкиваются и с негуманоидными и квазигуманоидными видами.
В основном «атлантийцы» (так стали именовать экспедицию землян) контактировали со следующими четырьмя цивилизациями:
Жители планеты Атос, чья цивилизация представляла собой прединдустриальную, были первыми в галактике Пегаса людьми, встреченными земной экспедицией. Вскоре атосиане были эвакуированы с родной планеты на Атлантиду (поскольку рейфы начали «сбор урожая»), а их лидер Тейла Эммаган стала членом команды майора (впоследствии подполковника) Шеппарда. Таким образом, атосиане стали союзниками атлантийцев.
В одной из своих первых миссий атлантийцы встречаются с дженаями. Их милитаристическая цивилизация находится на технологическом уровне Земли середины XX века, а сами они выдают себя за доиндустриальную аграрную фермерскую культуру. До эпизода «Государственный переворот (англ. Coup D'Etat)» они были врагами атлантийцев.
Рейфы — улейный вид, вытеснивший древних из галактики Пегаса, — являются основными врагами экспедиции на Атлантиде. Рейфы — эксперимент Древних — помесь хищных насекомых и людей. Они питаются соками организмов людей. «Сбор» происходит согласно определённому циклу, что позволяет населению их «пастбищ» увеличиться до «промыслового» количества, достаточного для всех рейфов. Однако этот цикл был нарушен, когда майор Джон Шеппард случайно пробудил всех рейфов приблизительно на 50 лет раньше срока. По получении рейфами сведений о новом «пастбище» — Земле, — главной их целью становится поиск пути в это место, поскольку «поголовья» людей в галактике Пегаса недостаточно для выживания всех рейфов. Им кажется очевидным, что тайна этого пути скрыта в Атлантиде.
Асуране (похожие на репликаторов Млечного Пути), впервые появившиеся в эпизоде «Потомки (англ. Progeny)» — другой опасный враг атлантийцев (несмотря на то, что также были созданы древними). Они представляют собой искусственную форму жизни, развившуюся из эксперимента древних по созданию мощных и агрессивных нанитов, созданных для истребления рейфов на клеточном уровне. Однако микроскопические создания начали объединяться, чтобы создавать всё более и более сложные организмы, в результате подражая своим творцам и становясь внешне похожими на них. Когда древние поняли, что и этот их эксперимент вышел из-под контроля, они напали на эту новую расу и почти всех их уничтожили. Но с помощью уцелевших нанитов репликатороподобная раса сумела возродиться. Асуране считали, что древние их предали, и ненавидели их за это. Поэтому они стали врагами атлантийцев, когда узнали, что те являются потомками древних и живут в Атлантиде.

## Создатели сериала

### Съёмочная группа
- Режиссёры: Мартин Вуд, Энди Микита, Уильям Варинг и другие
- Сценаристы: Роберт Купер, Брэд Райт, Мартин Джеро, Карл Биндер и другие
- Продюсеры: Роберт Купер, Джозеф Маллоззи, Н. Джон Смит, Мартин Вуд, Брэд Райт и другие
- Композитор: Джоэль Голдсмит
- Операторы: Брентон Спенсер, Майкл С. Бланделл

## Герои и актёры
В телесериале «Звёздные врата: Атлантида» существует штатная группа актёров, играющих членов многонациональной экспедиции на Атлантиде, их друзей и врагов. Начиная со 2-го сезона, в эпизодических ролях появляются некоторые персонажи из родительского сериала «Звёздные врата: SG-1».

### Главные роли
| Персонаж         | Актёр/Актриса      | Сезоны    | Число эпизодов | Звание/Профессия/Должность                                                                        |
| ---------------- | ------------------ | --------- | -------------- | ------------------------------------------------------------------------------------------------- |
| Элизабет Вейр    | Торри Хиггинсон    | 1-3       | 63             | гражданский дипломат, первоначальный лидер экспедиции                                             |
| Джон Шеппард     | Джо Фланиган       | 1-5       | 100            | майор (сезон 1), подполковник (сезон 2 — …) ВВС США, командир гарнизона Атлантиды                 |
| Родни МакКей     | Дэвид Хьюлетт      | 1-5       | 100            | гражданский учёный, главный научный советник                                                      |
| Тейла Эммаган    | Рэйчел Латтрелл    | 1-5       | 91             | жительница галактики Пегаса, лидер расы атозиан, советник в дипломатических и торговых отношениях |
| Карсон Беккет    | Пол Макгиллион     | 1,2, 3, 5 | 62             | гражданский доктор, Главный медицинский советник                                                  |
| Ронон Декс       | Джейсон Момоа      | 2-5       | 77             | житель галактики Пегаса, воин и эксперт по оружию                                                 |
| Эйден Форд       | Рейнбоу Сан Фрэнкс | 1-2       | 24             | Первый лейтенант морской пехоты США                                                               |
| Саманта Картер   | Аманда Таппинг     | 4         | 23             | подполковник (сезоны 1-3), полковник (сезон 4 — …) ВВС США, лидер экспедиции (сезон 4)            |
| Ричард Вулси     | Роберт Пикардо     | 5         | 15             | член Международного наблюдательного совета, лидер экспедиции (сезон 5)                            |
| Дженнифер Келлер | Джуэл Стэйт        | 4,5       | 20             | главный медицинский советник, гражданский доктор                                                  |

### Роли второго плана

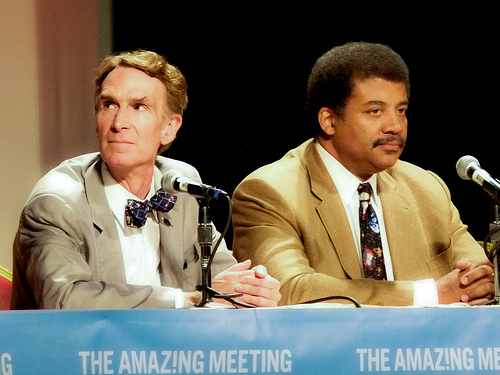
Популяризаторы науки Билл Най и Нил Деграсс Тайсон сыграли самих себя в серии «Мозговой штурм»

| Персонаж        | Актёр/Актриса       | Сезоны  | Звание/Профессия/Должность                                                                           |
| --------------- | ------------------- | ------- | --- |
| Ричард Вулси    | Роберт Пикардо      | 3, 4    | член МНС                                                                                             |
| Элизабет Вейр   | Торри Хиггинсон     | 4       | гражданский дипломат, бывший лидер экспедиции                                                        |
| Саманта Картер  | Аманда Таппинг      | 1-3, 5  | подполковник (сезоны 1-3), полковник (с сезона 4) ВВС США, бывший лидер экспедиции (сезон 5)         |
| Карсон Беккет   | Пол Макгиллион      | 1, 4, 5 | гражданский доктор, бывший главный медицинский советник (сезоны 4, 5)                                |
| Радек Зеленка   | Дэвид Найкл         | 1-5     | гражданский учёный                                                                                   |
| Питер Гроден    | Крэйг Верони        | 1       | гражданский учёный                                                                                   |
| Кэти Браун      | Бренда Джеймс       | 2-4     | гражданский учёный                                                                                   |
| Дженифер Келлер | Джуэл Стэйт         | 3, 4    | гражданский доктор, главный медицинский советник (с сезона 4)                                        |
| Кейт Хайтмайер  | Клер Ранкин         | 1-4     | гражданский психолог                                                                                 |
| Чак             | Чак Кемпбелл        | 1-5     | гражданский технический специалист                                                                   |
| Стивен Колдвелл | Митч Пиллегги       | 2-5     | полковник ВВС США, командир линейного крейсера «Дедал»                                               |
| Абрахам Эллис   | Майкл Бич           | 3-5     | полковник ВВС США, командир линейного крейсера «Аполлон»                                             |
| Эван Лорн       | Каван Смит          | 2-5     | майор ВВС США                                                                                        |
| Лора Кедмен     | Джейми Рэй Ньюман   | 2       | Лейтенант морской пехоты США                                                                         |
| Бейтс           | Дин Маршалл         | 1, 4    | сержант морской пехоты США (сезон 1); специальный агент оперативного подразделения МНС (сезон 4 — …) |
| Эйден Форд      | Рейнбоу Сан Фрэнкс  | 1,2     | бывший старший лейтенант морской пехоты США, дезертир                                                |
| Гермиод         | Trevor Devall       | 2-3     | азгард; технический специалист                                                                       |
| Оберот          | Дэвид Огден Стайерс | 3, 4    | лидер асуран                                                                                         |
| Акастус Кола    | Роберт Дави         | 1, 3, 5 | командир военных подразделений дженаев (сезон 1), лидер дженаев-отщепенцев (сезон 3)                 |
| Майкл           | Коннор Триннир      | 2-5     | рейф, лидер рейфов-отщепенцев (с сезона 3)                                                           |
| Тодд            | Кристофер Хейердал  | 3-5     | рейф                                                                                                 |

## Награды и номинации
- Сатурн, 2005 г. — номинация в категории «Лучший телесериал, сделанный для кабельного телевидения» (англ. Best Syndicated/Cable Television Series))
- People's Choice Awards, 2008 г. — награда People’s Choice Award в категории «Лучший научно-фантастический телесериал» англ. Favorite Sci-Fi Show)).
- Сатурн, 2005 г. — Торри Хиггинсон, актриса — номинация в категории «Лучшая телеактриса второго плана» (англ. Best Supporting Actress on Television))
- Чикагский Международный Кинофестиваль, 2005 г. — Дэвид Винниг, режиссёр — награда SILVER PLAQUE в категории «Выдающиеся достижения в режиссуре телевизионной драмы» (англ. Outstanding Achievement in a Television DRAMA DIrection)) за эпизод «Конец детства»
- Эмми, 2005 г. — Джоэл Голдсмит, композитор — номинация в категории «Лучшая музыкальная главная тема» (англ. Outstanding Main Title Theme Music)
- Эмми, 2006 г. — Джоэл Голдсмит, композитор — номинация в категории «Лучшая музыкальная композиция для сериала (с драматическим уклоном)» (англ. Outstanding Music Composition For A Series (Dramatic Underscore)) за эпизод «Грейс под давлением»

## Сноски и источники
1. ↑  Fernsehserien.de (нем.)
2. 1 2  Эпизод 1х01-1х02. Пробуждение (англ. Rising)
3. ↑  Эпизод 1х08. Подполье (англ. Underground)
4. ↑  Эпизод 1х12. Горящая зона (англ. Hot Zone)